# Pacifimyxas
Pacifimyxas is een geslacht van weekdieren uit de klasse van de Gastropoda (slakken).

## Soort
- Pacifimyxas magadanensis (Kruglov & Starobogatov, 1985)